# Иларион Доростолски
Иларион е български духовник, митрополит на Доростолската епархия на Българската православна църква от 2003 до 2009 година.

## Биография
Иларион Доростолски е роден на 12 януари 1913 година в град Елена със светското име Димитър Драганов Цонев. По майчина линия е роднина на епископ Иларион Макариополски. Баща му загива на фронта в Първата световна война. Завършва прогимназия в Елена и от 1927 година учи в Софийската духовна семинария, която завършва в 1933 година. В същата година постъпва в Богословския факултет на Софийския университет „Свети Климент Охридски“, който завършва в 1937 година.
От юли 1937 г. до септември 1938 г. е домакин на старопиталището „Пеню и Мария Вълкови“ в Търново. Подстриган е в монашество на 4 септември 1938 г. в Дряновския манастир с името Иларион от митрополит Софроний Търновски, а в края на същия месец в храма „Свети Архангел Михаил“ във Варна е ръкоположен в йеродяконски чин от митрополит Кирил Пловдивски. От 1 октомври 1938 г. до 1 декември 1938 г. е помощник-секретар, а от 1 януари 1939 г. до 31 декември 1943 г. е учител-възпитател в Софийската духовна семинария. На 4 ноември 1941 г. в църквата „Свети Йоан Рилски“ на Софийската духовна семинария е ръкоположен за йеромонах от митрополит Стефан Софийски.
От януари 1944 г. в продължение на 13 години до 30 септември 1957 година е протосингел на Търновската митрополия. На 5 декември 1947 г. след решение на Светия синод е възведен в архимандритско достойнство от митрополит Софроний Търновски. От 1 октомври 1957 г. до 15 август 1964 г. е инспектор в Духовната академия. След това от 16 август 1964 г. до 31 март 1965 г. е игумен на Троянския манастир. От 1 април 1965 до 21 юли 1972 година е началник на Културно-просветния, а по-късно и на Богослужебния отдел и на Духовен надзор на Синода. От 1 август 1972 година до 31 декември 1980 година е игумен на Бачковската Света обител.
На 21 януари 1981 г. в пловдивския митрополитски храм „Света Марина“ е ръкоположен в епископски сан с титлата „Траянополски“. От 1981 до 1990 г. служи като председател на църковното настоятелство на патриаршеската катедрала „Свети Александър Невски“, директор на Църковноисторическия и археологически музей на Българската православна църква, игумен на Троянския манастир, викарий на митрополит Йосиф Варненски и Великопреславски, викарий на патриарах Максим и завеждащ отдела Богослужебен и духовен надзор на Синода.
От 1990 г. до началото на 1992 г. е викарий на митрополит Стефан Великотърновски, а от 1992 до 1994 г. е управляващ Великотърновската епархия. От началото на 1994 г. епископ Иларион отново е патриаршески викарий.
На 12 октомври 2003 г. епископ Иларион е избран и провъзгласен за митрополит на Доростолската епархия.
Иларион е автор на над 40 книги и на повече от 300 стихотворения, статии, спомени, пътеписи, беседи и поучения, част от които са събрани в отделна книга от писателката Мария Антонова, озаглавена „Светлоозарени слова“, издадена през 2005 г., а 9 октомври  2004 г. е приет за член на Съюза на българските писатели.
С указ на президента на България Георги Първанов митрополит Иларион е награден с орден „Св. св. Кирил и Методий“ I степен с огърлие за особено значими заслуги в развитието и издигането ролята на богословското образование и наука в България.
След кратко боледуване митрополит Иларион умира на 28 октомври 2009 година във Варна, във Военноморската болница. Погребан е на 30 октомври в гробница в двора на силистренския катедрален храм „Св. св. Петър и Павел“ в присъствието на висши духовници от страната, Румъния и Украйна и стотици миряни от епархията и страната.